# Ebba Jungmark
Ebba Jungmark (née le 10 mars 1987 à Onsala) est une athlète suédoise spécialiste du saut en hauteur.

## Carrière
Elle remporte sa première médaille lors d'une compétition internationale majeure en début de saison 2011 à l'occasion des Championnats d'Europe en salle de Paris-Bercy, se classant troisième du concours de la hauteur derrière l'Italienne Antonietta Di Martino et l'Espagnole Ruth Beitia. Ebba Jungmark améliore son record personnel en franchissant une barre à 1,96 m. 
Elle améliore en fin de saison 2011 son record personnel extérieur à Zagreb avec 1,94 m. En mars 2012, elle remporte la médaille d'argent des Championnats du monde en salle avec 1,95 m, ex-aecquo avec l'Italienne Antonietta Di Martino et la Russe Anna Chicherova. 
Elle se classe par la suite dixième des Championnats d'Europe d'Helsinki avec une contre-performance d'1,85 m puis est éliminée en qualifications des Jeux olympiques de Londres avec cette même barre. 
En 2013, elle prend l'argent des Championnats d'Europe en salle dans son pays natal, en égalant son record d'1,96 m. Une blessure vient la gêner lors de sa saison estivale et ne peut sauter mieux qu'1,84 m. Elle fait en 2014 une saison blanche et revient sur les pistes en juillet 2015 avec 1,78 m. Elle prend par ensuite au meeting d'Heusden-Zolder en Belgique et franchit 1,79 m puis se classe deuxième des Championnats de Suède avec 1,86 m devancée par Sofie Skoog (1,92 m). Le 16 août, elle réalise 1,87 m.
Elle termine 3e des Championnats de Suède 2018 avec 1,79 m.

## Palmarès
| Date | Compétition                    | Lieu             | Résultat | Marque  |
| ---- | ------------------------------ | ---------------- | -------- | ------- |
| 2007 | Championnats d'Europe espoirs  | Debrecen         | 3e       | 1,89 m  |
| 2009 | Championnats d'Europe espoirs  | Kaunas           | 5e       | 1,86 m  |
| 2011 | Championnats d'Europe en salle | Paris            | 3e       | 1,96 m  |
| 2011 | Ligue de diamant               | Ligue de diamant | 5e       | détails |
| 2012 | Championnats du monde en salle | Istanbul         | 2e       | 1,95 m  |
| 2012 | Championnats d'Europe          | Helsinki         | 10e      | 1,85 m  |
| 2013 | Championnats d'Europe en salle | Göteborg         | 2e       | 1,96 m  |

## Records
| Épreuve         | Épreuve   | Marque | Lieu           | Date                    |
| --------------- | --------- | ------ | -------------- | ----------------------- |
| Saut en hauteur | Plein air | 1,94 m | Zagreb         | 13 septembre 2011       |
| Saut en hauteur | En salle  | 1,96 m | Paris Göteborg | 6 mars 2011 3 juin 2013 |